# TT Steeplechase
TT Steeplechase is een (in de Verenigde Staten populaire) wedstrijd met dirttrack-motoren, die lijkt op TT Dirttrack, met linkse en rechtse bochten dus, maar ook met enkele springschansen.
TT Steeplechase is een wedstrijdvorm die soms deel uitmaakt van het Amerikaanse AMA-kampioenschap.